# Бабулице
Бабулице (на сръбски: Бабуљице) е село в Република Сръбска (Босна и Херцеговина), част от община Сребреница. Населението на селото през 1991 година е 456 души, от тях: 403 – мюсюлмани, 52 – сърби, и др.